# Höchheim
Höchheim é um município da Alemanha, situado no distrito de Rhön-Grabfeld, no estado da Baviera. Tem 25,25 km² de área, e sua população em 2019 foi estimada em 1.081 habitantes.